# Calycolpus sessiliflorus
Calycolpus sessiliflorus är en myrtenväxtart som beskrevs av Leslie Roger Landrum. Calycolpus sessiliflorus ingår i släktet Calycolpus och familjen myrtenväxter. Inga underarter finns listade i Catalogue of Life.